# Liste der Ministerien in Sierra Leone

Wappen Sierra Leones

Dieses ist die Liste der Ministerien von Sierra Leone.

## Ministerien
Zurzeit (Mai 2018) gibt es 27 Ministerien und Minister-ähnliche Positionen in Sierra Leone:
1. Chief Minister (deutsch Hauptminister)
2. Ministry of Finance (Finanzministerium) 
  - bis April 2018: Ministry of Finance and Economic Development
3. Ministry of Justice and Attorney-General (Justizministerium und Attorney General)
4. Ministry of Foreign Affairs (Außenministerium) 
  - bis April 2018: Ministry of Foreign Affairs and International Cooperation
5. Ministry of Defence (Verteidigungsministerium)
6. Ministry of Agriculture and Food Security (Ministerium für Landwirtschaft und Nahrungsmittelsicherheit) 
  - bis April 2018: Ministry of Agriculture, Forestry and Food Security
7. Ministry of Energy (Energieministerium)
8. Ministry of Health and Sanitation (Gesundheitsministerium)
9. Ministry of Information and Communication (Informations- und Kommunikationsministerium)
10. Ministry of Internal Affairs (Innenministerium)
11. Ministry of Labour and Social Security (Arbeits- und Sozialversicherungsministerium)
12. Ministry of Lands, Housing & Country Planning (Ministerium für Ländereien, Behausung und Landesplanung) 
  - bis ?: Ministry of Lands, Housing and Environment
  - bis April 2018: Ministry of Lands, Country Planning and the Environment
13. Ministry of Local Government and Rural Development (Lokalverwaltung und ländliche Entwicklung)
14. Ministry of Marine Resources (Fischereiministerium) 
  - bis April 2018: Ministry of Marine Resources and Fisheries
15. Ministry of Mines and Mineral Resources (Bergbauministerium) 
  - bis April 2018: Ministry of Mineral Resources
16. Ministry of Planning and Economic Development (Planung und Wirtschaftsentwicklung) *neu*
17. Ministry of Political and Public Affairs (Politik- und Öffentlichkeitsministerium) 
  - bis 2010: Ministry of Political and Presidential Affairs
18. Ministry of Basic and Senior Secondary Education (Ministerium für primäre und sekundäre Bildung) *neu* 
  - bis ?: Ministry of Primary and Secondary Education
  - bis April 2018 Teil des Ministry of Education, Science and Technology
19. Ministry of Technical and Higher Education (Ministerium für technische und höhere Bildung) *neu* 
  - bis April 2018 Teil des Ministry of Education, Science and Technology
20. Ministry of Social Welfare, Gender and Children Affairs (Sozial- und Gleichberechtigungsministerium)
21. Ministry of Trade and Industry (Handelsministerium)
22. Ministry of Transport and Aviation (Verkehrs- und Luftfahrtministerium)
23. Ministry of Tourism and Culture (Tourismus- und Kulturministerium)
24. Ministry of Water Resources (Wasserministerium)
25. Ministry of Works and Public Assets (Ministerium für öffentliche Arbeiten und Staatseigentum) 
  - bis April 2018: Ministry of Works, Housing and Infrastructure
26. Ministry of Youth Affairs (Jugendministerium)
27. Ministry of Sports (Sportministerium)